# Championnats du monde de ski nordique 1970
Championnats du monde de ski nordique. L'édition 1970 s'est déroulée à Vysoke Tatry (Tchécoslovaquie) du 14 février au 22 février.

## Palmarès

### Ski de fond

#### Hommes
| Épreuve                                     | Or                                                                                     | Argent                                                                          | Bronze                                                                |
| 17 février : Ski de fond 15 km H            | Lars-Göran Åslund                                                                      | Odd Martinsen                                                                   | Fyodor Simashev                                                       |
| 16 février : Ski de fond 30 km H            | Vyacheslav Vedenin                                                                     | Gerhard Grimmer                                                                 | Odd Martinsen                                                         |
| 20 février : Ski de fond 50 km H            | Kalevi Oikarainen                                                                      | Vyacheslav Vedenin                                                              | Gerhard Grimmer                                                       |
| 22 février : Ski de fond Relais 4 × 10 km H | Union soviétique Vladimir Voronkov Valery Tarakanov Fyodor Simashev Vyacheslav Vedenin | Allemagne de l'Est Gerd Hessler Axel Lesser Gerhard Grimmer Gert-Dietmar Klause | Suède Ove Lestander Jan Halvarsson Ingvar Sandström Lars-Göran Åslund |

### Femmes
| Épreuve                                    | Or                                                                | Argent                                                      | Bronze                                                |
| 17 février : Ski de fond 5 km F            | Galina Kulakova                                                   | Galina Pilyushenko                                          | Nina Fyodorova                                        |
| 16 février : Ski de fond 10 km F           | Alevtina Olyunina                                                 | Marjatta Kajosmaa                                           | Galina Kulakova                                       |
| 22 février : Ski de fond Relais 3 × 5 km F | Union soviétique Nina Fyodorova Galina Kulakova Alevtina Olyunina | Allemagne de l'Est Gabriele Haupt Renata Fischer Anna Unger | Finlande Senja Pusula Helena Takalo Marjatta Kajosmaa |

### Combiné nordique
| Épreuve                                   | Or            | Argent             | Bronze             |
| 14 février : Combiné nordique K90 / 15 km | Ladislav Rygl | Nikolay Nogovitsyn | Vyacheslav Dryagin |

### Saut à ski
| Épreuve                     | Or            | Argent       | Bronze                     |
| 14 février : Saut à ski K70 | Gari Napalkov | Yukio Kasaya | Lars Grini                 |
| 14 février : Saut à ski K90 | Gari Napalkov | Jiri Raska   | Stanisław Gąsienica-Daniel |

### Tableau des Médailles
| Place | Nation             | Médaille d'or | Médaille d'argent | Médaille de bronze | Total |
| ----- | ------------------ | ------------- | ----------------- | ------------------ | ----- |
| 1     | Union soviétique   | 7             | 3                 | 4                  | 14    |
| 2     | Finlande           | 1             | 1                 | 1                  | 3     |
| 3     | Tchécoslovaquie    | 1             | 1                 | 0                  | 2     |
| 4     | Suède              | 1             | 0                 | 1                  | 2     |
| 5     | Allemagne de l'Est | 0             | 3                 | 1                  | 4     |
| 5     | Norvège            | 0             | 1                 | 2                  | 3     |
| 7     | Japon              | 0             | 1                 | 0                  | 1     |
| 8     | Pologne            | 0             | 0                 | 1                  | 1     |